# Clive Rush
(en) Statistiques sur pro-football-reference
Clive Harold Rush (né le 14 février 1931 à De Graff et mort le 22 août 1980 à London) est un joueur et entraîneur américain de football américain.

## Biographie

### Enfance
Rush étudie à la Springfield High School de Springfield dans l'Ohio avant de se rendre à l'université Miami de 1949 à 1952. 

### Carrière

#### Joueur
Non sélectionné par une équipe lors de la draft 1953 de la NFL, il s'engage d'abord avec les Cardinals de Chicago mais est remercié en septembre 1953. Rush prend la direction des Packers de Green Bay et officie comme membre de l'attaque mais également comme punter. Il joue quatorze matchs au niveau professionnel.

#### Entraîneur
Après son court en passage en NFL, il devient entraîneur à l'université de Dayton, dans l'équipe de football américain, avant d'enchaîner chez les Buckeyes d'Ohio State sous les ordres de Woody Hayes. Clive Rush réalise une année avec les Sooners de l'Oklahoma avant de repartir à Ohio State et de recevoir son premier poste d'entraîneur principal avec les Rockets de Toledo. 
L'ancien joueur revient en NFL comme entraîneur chez les Jets de New York, engagé comme coordinateur offensif et décroche le Super Bowl III avec la franchise verte et blanche. Ses succès avec New York lui offrent un poste d'entraîneur principal avec les Patriots de Boston et l'objectif d'améliorer une attaque en souffrance du côté de l'AFL. Après un 4-10 en 1969, il est remercié pour raisons de santé après un démarrage catastrophique (1-6) en 1970. Après un dernier exercice avec l'équipe de l'académie de la marine marchande des États-Unis en 1976, il prend du recul avec le monde du football.